# Maksymilian Nędza
Maksymilian Nędza (29. května 1872, Zawodzie – 1933, Katovice-Zawodzie) byl slezský povstalec, člen Polské vojenské organizace Horního Slezska.
Nędza vlastnil restauraci v Zawodzii, v hornoslezské obci Bogucice. Během první světové války bojoval v německé armáde. V roce 1919 vstoupil do Polské vojenské organizace Horního Slezska a bojoval v slezských povstáních. Po prvním slezském povstání se ocitl v internačním táboře v Szczakowě a během druhého slezského povstání se podílel na odzbrojení pobočky Grenzschutz v oblasti Zawodzie. Během třetího povstání velel 3. praporu 3. pěšímu pluku Jana Henryka Dąbrowského. Zúčastnil se bitvy pod Zimnou Wódkou.
V meziválečném období byl předsedou místní pobočky Svazu slezských povstalců v Zawodzii. Za propolskou činnost v letech 1919–1921 získal Kříž nezávislosti, Kříž za chrabrost, Krzyż na Śląskiej Wstędze Waleczności i Zasługi, Stříbrný kříž za zásluhy a Hornoslezskou hvězdu.